# Глобалис (оркестър)
„Глобалис“ е симфоничен оркестър в Москва, основан през 2000 г. от диригента Константин Кримец. Известен е със сътрудничеството си с много руски поп и рок изпълнители.

## История
По предложение на японската звукозаписна компания TOEI Music Corporation Глобалис записват музика от класически произведения като Лебедово езеро, дон Кихот и Годишните времена. През юли 2000 участват в записа на песента "Хочешь?" на поп рок певицата Земфира. Участват на фестивала „Максидром“ с група Мумий Трол. На следващата година Глобалис свирят заедно с метъл групата Ария на „Нашествие 2001“. Също така участват в записите на песен от сингъла на Ария „Колизей“. Глобалис свирят и с други известни изпълнители като Корол и Шут, Николай Носков, Би-2 и други. През 2010 заедно с Юрий Каспарян от група Кино записват симфонични версии на повечето от хитовете на групата, изпълнявайки ги на концерт в памет на Виктор Цой.
В началото на 2012 Глобалис изнася концерти с програмата си „Музыка Великой Династии“, посветена на династията Романови.
За 2013 е запланувано издаването на диска „Музыка Великой Династии“ по случай 400 години от възкачването на Романови на власт в Руското царство.